# ابتلاع السيف

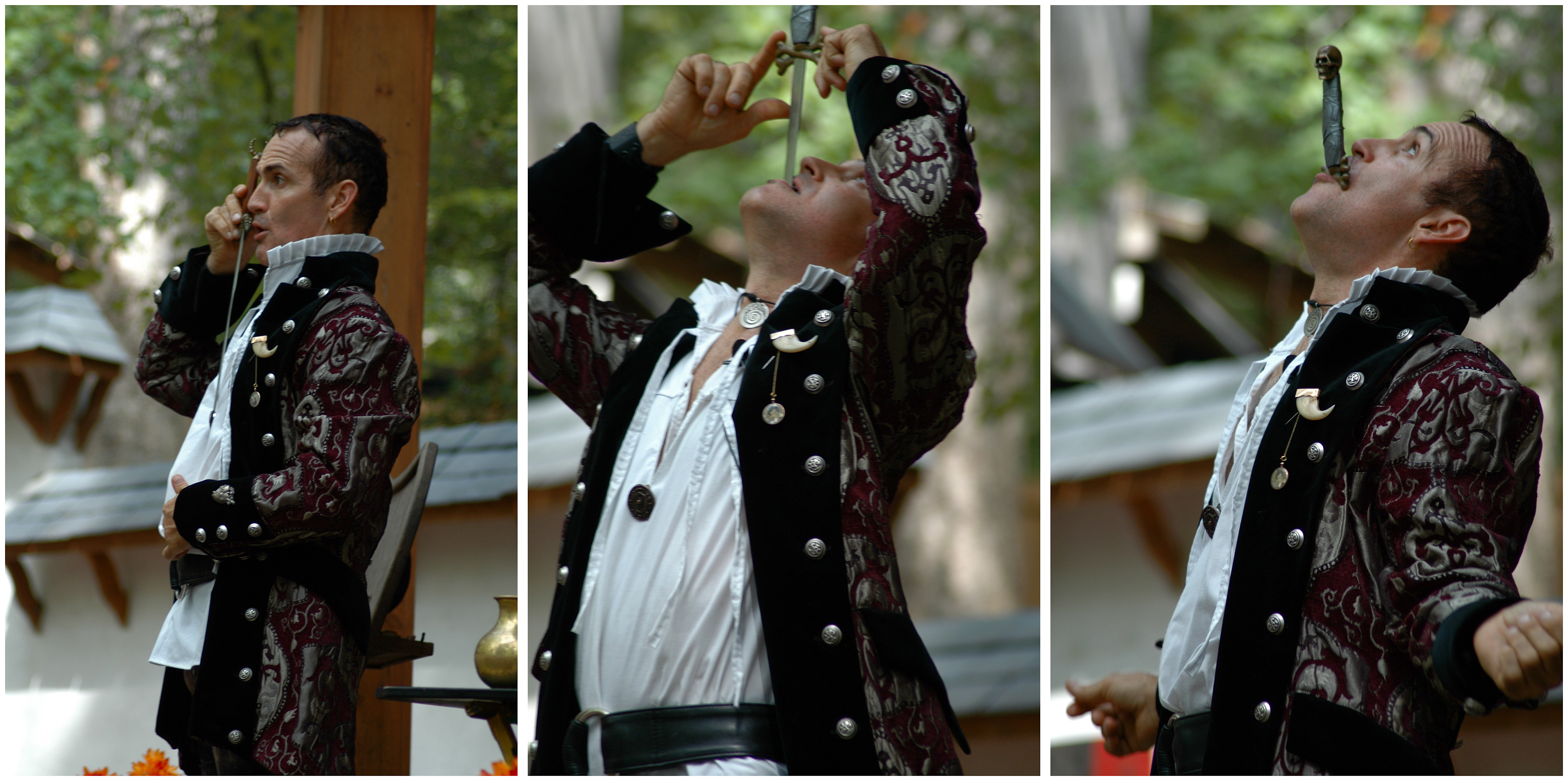
جوني فوكس يبتلع سيفا في مهرجان ميريلاند رينيسانس.

ابتلاع السيف (بالإنجليزية: Sword swallowing)‏ هي مهارة يقوم فيها المؤدي بتمرير السيف عبر الفم إلى أسفل المريء ثم إلى المعدة. هذا الفعل لا يُعتبر بلعًا بالمعنى التقليدي؛ إذ إن العمليات الطبيعية التي تشكل عملية البلع لا تحدث، بل يتم كبحها للحفاظ على الممر من الفم إلى المعدة مفتوحاً للسيف. تُعد هذه الممارسة خطيرة، وتنطوي على مخاطر الإصابة أو الوفاة.

## تاريخ

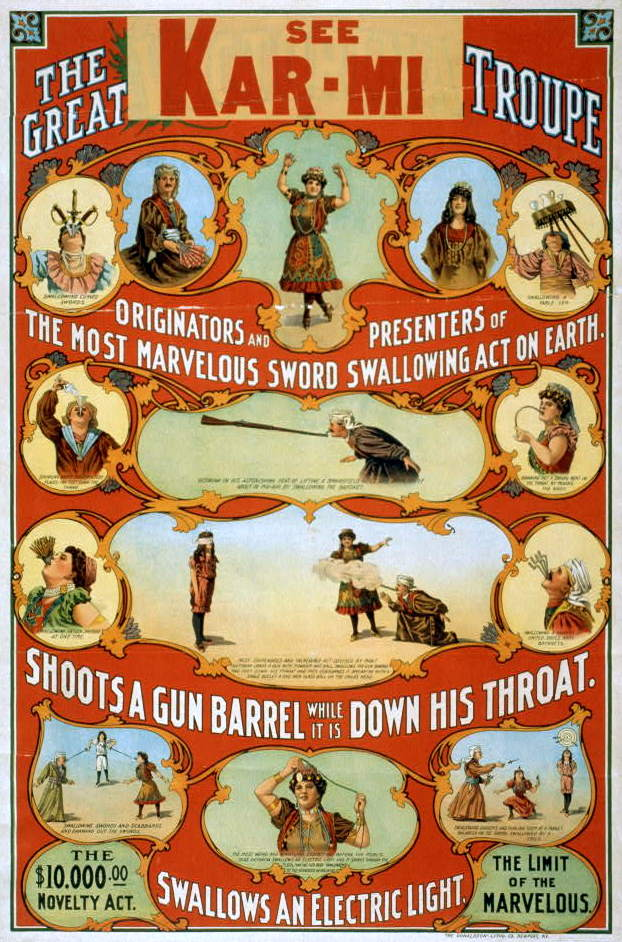
مُلصق يعود إلى أوائل القرن 20، يتضمن النص الآتي: "فرقة فيكتورينا العظيمة: مبتكرو ومقدمو أروع عرض ابتلاع السيوف على وجه الأرض"

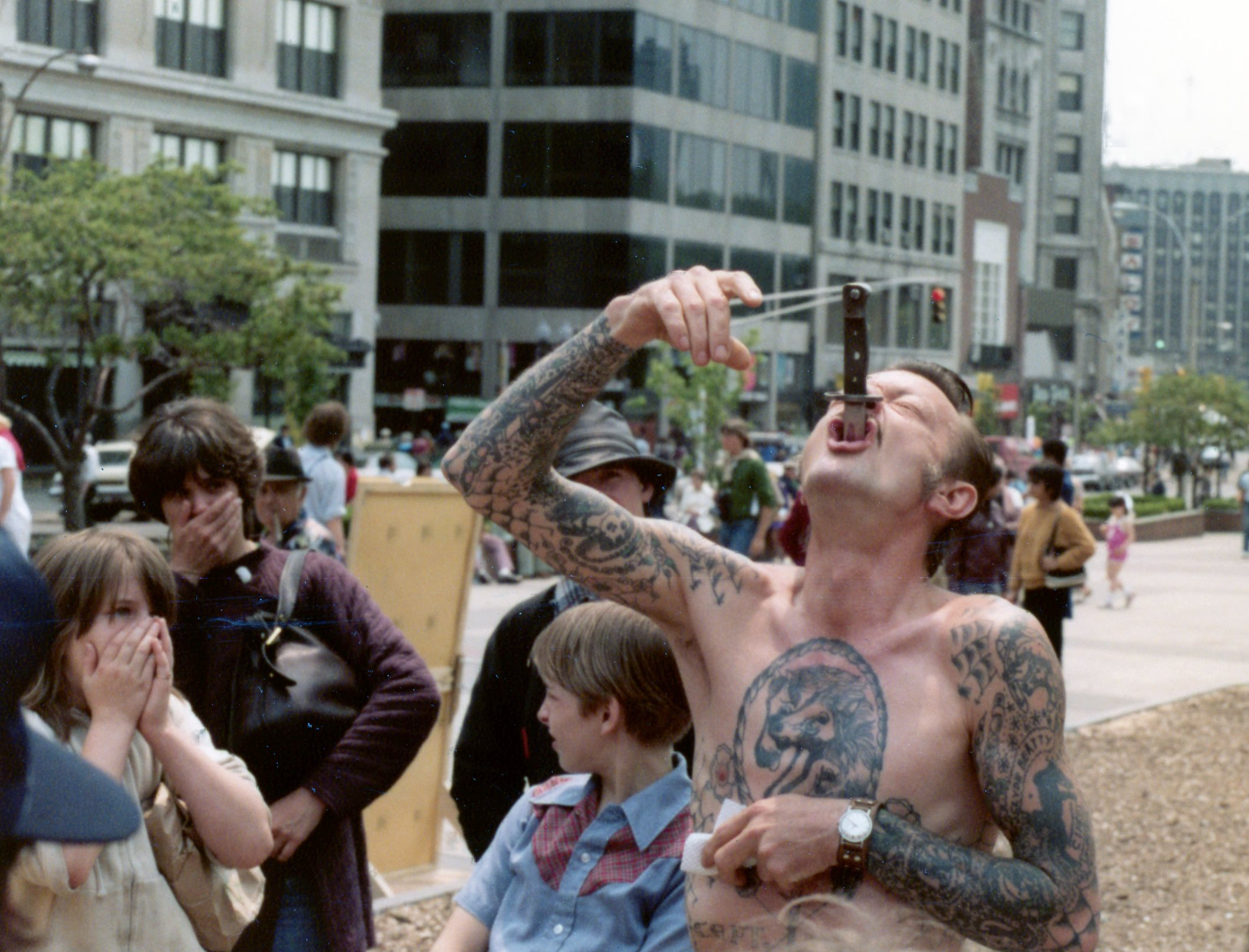
أحد المؤدّين سنة 1980.

انتشر ابتلاع السيف في اليونان وروما خلال القرن الأول الميلادي، وفي الصين خلال القرن الثامن. في اليابان، أصبح جزءًا من المسرح البهلواني الياباني، (Sangaku)، والذي تضمن التهام النار، والسير على الحبل المشدود، والتلاعب بالكرات، والوهم المبكر. في أوروبا، تطور إلى نوع ثالث متميز من الأداء المرتبط بالجونغليورز في العصور الوسطى، وهو أداء شوارع.
كان بلع السيف يُؤدَّى خلال العصور الوسطى كجزء من مسرح الشارع وكان شائعًا في المهرجانات والتجمعات الكبيرة الأخرى. بدأت في الانقراض في منتصف القرن التاسع عشر وتم حظره في الدول الاسكندنافية في عام 1893. اشتهر المُبتلِعُ الغزير الإنتاج تيودور أولسن بتقديم نداء إلى هوكون السابع ملك النرويج، الذي لم يتأثر بأدائه بما يكفي لإلغاء الحظر.
وفقًا لمقالة في مجلة إنجليزية تعود إلى أوائل القرن التاسع عشر، فقد كانت قدرات بلع السيوف في الهند تعتبر مذهلة عندما تم الإبلاغ عنها لأول مرة في إنجلترا. في عام 1813 تم الإعلان عن "ابتلاع السيف" باعتباره من بين الأعمال البطولية الجديدة والمذهلة التي قام بها لاعبو السيرك الهنود الذين ظهروا آنذاك في لندن. كانت الفرقة بقيادة لاعب السيرك الشهير رامو سامي، الذي استمر في الأداء حتى وفاته في لندن في أغسطس 1850، كما قام في بعض الأحيان بجولة في أوروبا وأمريكا. من عام 1850 إلى تسعينيات القرن التاسع عشر، قدم عدد صغير من بلع السيوف عروضًا في المملكة المتحدة، مثل مارثا ميتشل (حوالي عام 1855) وبينيديتي (1863-1895)، وفي الولايات المتحدة، بما في ذلك لوسون بيك (حوالي خمسينيات القرن التاسع عشر)، ولينغ لوك (حوالي عام 1872)، وواندانا (ت. 1875)، وهاري بارسونز (ت. 1880). كان أشهر من يؤدي هذه الممارسة في أمريكا الشمالية في هذا الوقت هو فريد ماكلون، والمعروف لدى الجمهور باسم "شوفالييه كليكوت"، والذي قدم عروضه من عام 1878 إلى أوائل القرن العشرين.
في عام 1893، تم عرض بلع السيف في المعرض العالمي الكولومبي في معرض شيكاغو العالمي.
في أوائل القرن العشرين، كانت عروض السيرك المتنقلة والعروض الجانبية تتميز ببلع السيوف. في أوروبا حاول الممثلون ابتلاع أعداد كبيرة من السيوف، أما في أمريكا فقد كان التركيز على الجديد والغريب.[بحاجة لتوضيح] حاول البعض ابتلاع سيوف أطول، أو سيوف عديدة، أو سيوف ساخنة، أو حربة، أو أنابيب نيون متوهجة. ظهر مُبتلعو السيوف على نفس الفاتورة مع السّحرة، مثل هوديني. وشهدت أوروبا الغربية وإنجلترا أيضًا زيادة في الاهتمام بابتلاع السيوف خلال هذه الفترة، مع العديد من التأثيرات عبر المحيط الأطلسي. خلال أواخر القرن التاسع عشر وأوائل القرن العشرين، كانت عروض السحر المتنقلة القادمة من الشرق تجوب أوروبا وأمريكا؛ وكان بعضها يتضمن ابتلاع السيوف. شهد منتصف القرن العشرين تراجعًا في السيرك بشكل عام والعروض الجانبية بشكل خاص.

## التشريح والطريقة

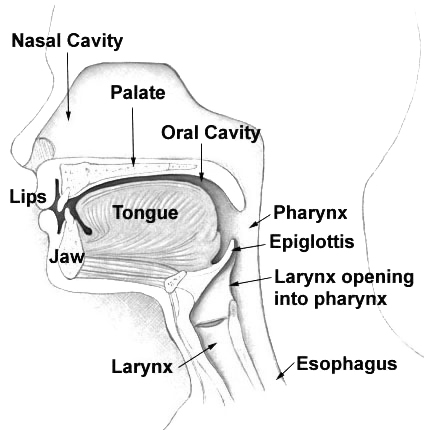
مقطع عرضي للرأس والرقبة الداخلية، بما في ذلك البلعوم.

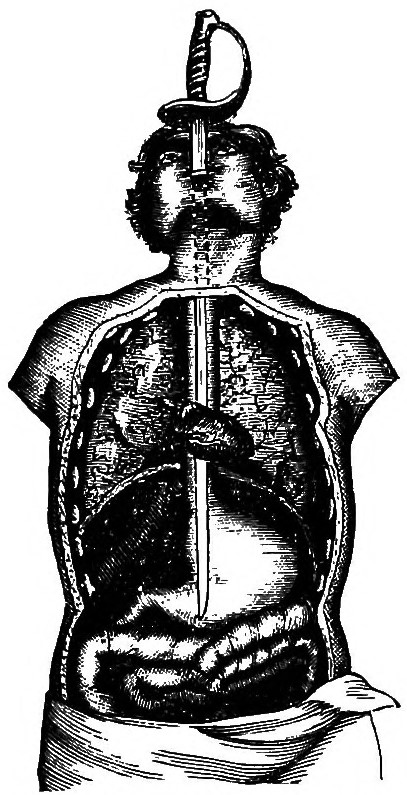
موضع السيف المبتلع داخل المُؤدّي.

يتوجب على المؤدي أولاً إمالة الرأس إلى الخلف، مع تمديد الرقبة بشكل مفرط، وإرخاء العضلة العاصرة للمريء العلوية (عضلة لا إرادية بشكل عام تعمل على انقباض الجزء العلوي من المريء). يجب التحكم في التقيؤ أثناء إدخال السيف، الذي يتم تشحيمه باللعاب، من خلال الفم والبلعوم.
وفقًا لدراسة أجريت على 8 "أشخاص عاديين"، يبلغ القطر العرضي للبلعوم في أصغر نقطة له في المتوسط 1.7 ± 0.5 سم.
بمجرد تجاوز البلعوم والعضلة العاصرة للمريء، يمر السيف بسرعة، بمساعدة الجاذبية، مما يؤدي إلى تقويم المريء المرن. يتم ضبط المعدة، بزاوية على المريء، عندما يدخل السيف من خلال فتحة القلب (cardiac opening). يتناول بعض المؤدين وجبة كبيرة أو يشربون الماء قبل الأداء لإعطاء المعدة اتجاهًا أكثر عمودية، مما يسمح بمرور السيف بشكل أسهل. يتطلب الأمر التركيز الدقيق لإكمال العملية دون إصابة، حيث يمر السيف على بعد ملليمترات من أجزاء الجسم الحيوية مثل الشريان الأورطي والقلب والرئتين.

## العواقب الجسدية
تحدث معظم الإصابات الخطيرة والوفيات الناجمة عن ابتلاع السيف بعد إصابات طفيفة أو أثناء محاولة القيام بعمل يتجاوز ما يقوم به ابتلاع السيف العادي. الإصابة الأكثر شيوعًا هي التهاب الحلق عند التعلم لأول مرة، أو بعد العروض المتتالية المتكررة، أو بعد ابتلاع السيوف المنحنية أو العديد من السيوف في وقت واحد. إن ابتلاع عدة سيوف في وقت واحد بمرور الوقت يمكن أن يؤدي أيضًا إلى تمدد المريء. قد تؤدي الإصابة البسيطة إلى جعل المؤدي أكثر عرضة للإصابة بإصابة أكثر خطورة، بما في ذلك ثقب المريء، أو المعدة، أو القلب، أو الرئتين، أو الأعضاء الأخرى القريبة من مسار السيف، أو النزيف المعوي. تم الإبلاغ عن تسعة وعشرين حالة وفاة نتيجة لإصابات ابتلاع السيف منذ عام 1880.

### تقارير حالات طبية
- عانى رجل يبلغ من العمر 59 عامًا من آلام في الصدر وصعوبة شديدة في البلع بعد التدرب على عملية بلع السيف. تم العثور على ثقب في المريء وتم إصلاحه جراحيًا؛ وبعد 19 يومًا، تطلب التسرب في الموقع استئصال المريء عبر الحجاب الحاجز مع عملية فتح المريء والمعدة العنقية اليسرى. تعافى المريض بشكل طبيعي، لكنه توقف عن ممارسة بلع السيوف.[10]
- أبلغت امرأة تبلغ من العمر 27 عامًا عن آلام في الرقبة ونوبة واحدة من القيء الدموي بعد وخز حلقها أثناء ممارسة عملية بلع السيف بخنجر حاد. وتبين أن الإصابة كانت أسفل العضلة العاصرة للمريء مباشرة، وتم إدخال المريضة إلى العناية المركزة وإعطاؤها المضادات الحيوية عن طريق الوريد ومثبطات مضخة البروتون. تعافت بشكل جيد وعادت إلى جميع أنشطتها السابقة باستثناء بلع السيوف.[11]

## مساهمات في الطب

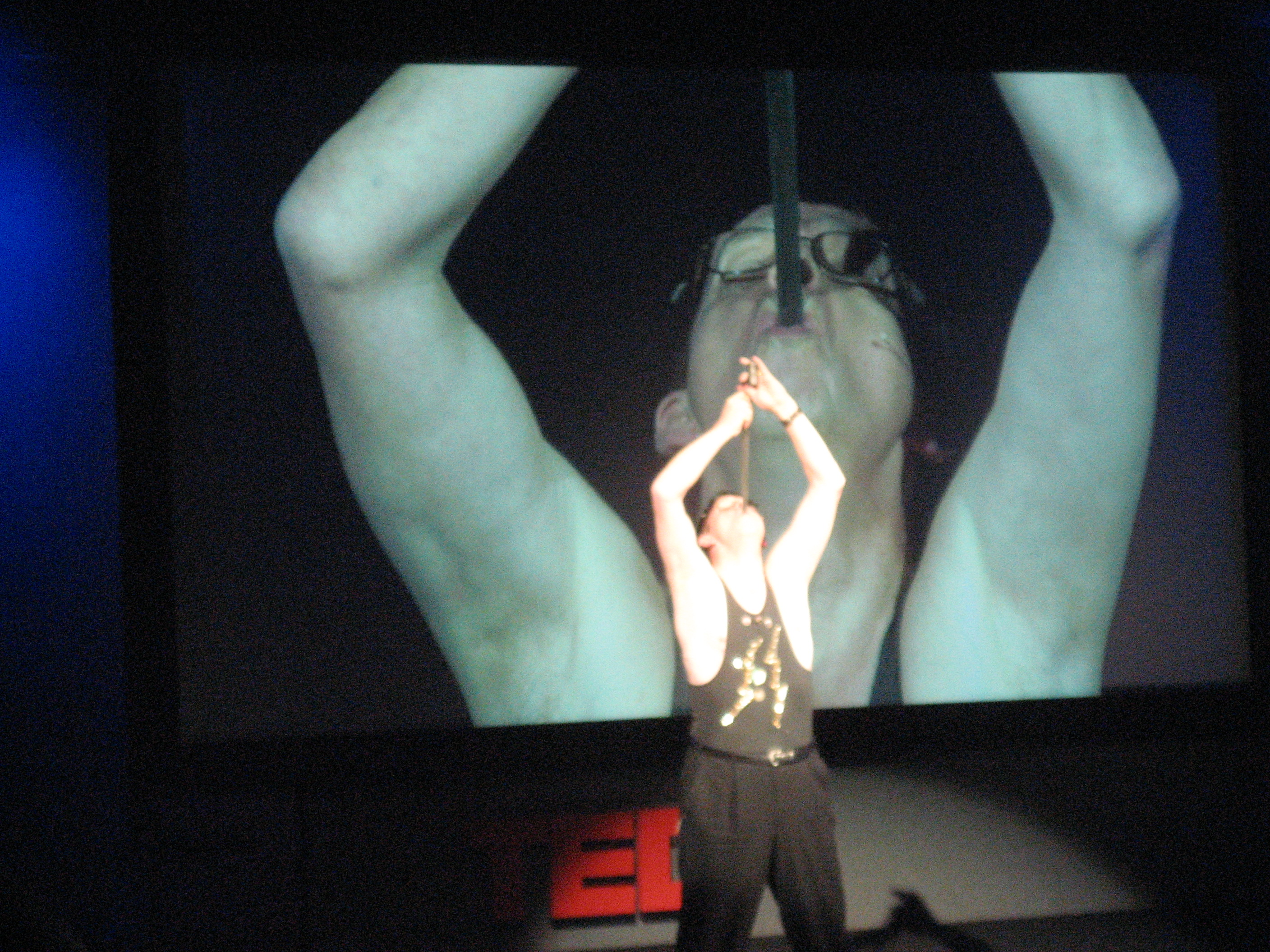
هانس روسلينج من مؤسسة جابميندر يبتلع حربة أثناء محاضرته في مؤتمر TED

لقد أثبتت قدرات بلع السيوف فائدتها في تقدم المعرفة الطبية، وخاصة في تطوير وتقدم التنظير العلوي.
في عام 1868، أجرى أدولف كوسماول (Adolf Kussmaul) من فرايبورغ بألمانيا عملية تنظير المريء على شخص يبتلع السيف باستخدام أنبوب صلب مقاس 47 سم، ومرايا، ومصباح بنزين. سمح له الجهاز، وهو منظار مبكر، بفحص المريء وقاع المعدة.
في عام 1897، أجرى طبيب اسكتلندي يدعى ستيفنز (Stevens) تجارب هضمية مع مساعده الذي يبتلع السيف. تم ابتلاع أنابيب معدنية صغيرة مثقوبة ومملوءة باللحوم، وبعد فترة من الوقت تم تجشؤها، مما سمح لستيفنز بفحص مدى الهضم الذي حدث.
في عام 1906، أجرى طبيب يُدعى كريمر (Cremer) تخطيطًا كهربائيًا للقلب من خلال تمرير قطب كهربائي إلى أسفل المريء لشخص يبتلع السيوف.[بحاجة لمصدر] وقد ثبت منذ ذلك الحين أن هذا النهج مفيد من خلال العديد من الدراسات؛ حيث يؤدي تسجيل المريء في مكان قريب من القلب إلى تحسين اكتشاف الإشارة.
من عام 2003 إلى عام 2006، أجرى دان ماير (Dan Meyer) من جمعية بالعي السيوف الدولية (Sword Swallowers Association International) والدكتور برايان ويتكومب (Brian Witcombe)، استشاري الأشعة في مستشفى غلوسيسترشاير الملكي في غلوسيسترشاير بإنجلترا، دراسة بحثية حول آثار ابتلاع السيوف. وقد نشرت نتائج أبحاثهم في مقال بعنوان "ابتلاع السيوف وآثاره الجانبية" (Sword swallowing and its side effects) في العدد الصادر في 23 ديسمبر 2006 من المجلة الطبية البريطانية. وقد فاز الفريق البحثي بجائزة إيغ نوبل للطب لعام 2007 في جامعة هارفارد.
في يناير 2006، عمل دان ماير مع الأطباء والباحثين في اضطرابات البلع في مركز فاندربيلت ستالوورث لإعادة التأهيل في المركز الطبي لجامعة فاندربيلت في ناشفيل بولاية تينيسي لاستكشاف ما إذا كانت التقنيات المستخدمة في بلع السيوف يمكن استخدامها لمساعدة المرضى الذين يعانون من اضطرابات البلع مثل عسر البلع أو تعذر الارتخاء المريئي.
في عام 2007، عمل داي أندروز (Dai Andrews) مع الدكتورة شارون كابلان (Sharon Caplan) في جامعة جونز هوبكنز على دراسة لتحديد ما إذا كان بلع السيوف يمكن استخدامه لمساعدة المرضى الذين يعانون من تعذر الارتخاء المريئي، أو أولئك الذين عانوا من صدمة شديدة في الحلق.

## مُؤدّون معروفون
من بين مُبتلعي السيوف المعاصرين:
- إيريال جوي
- براد بايرز
- تشاين هولتغرين (Space Cowboy)
- داي أندروز
- داان ماير
- ديفيد بلين
- إريك سبرغ (The Lizardman)

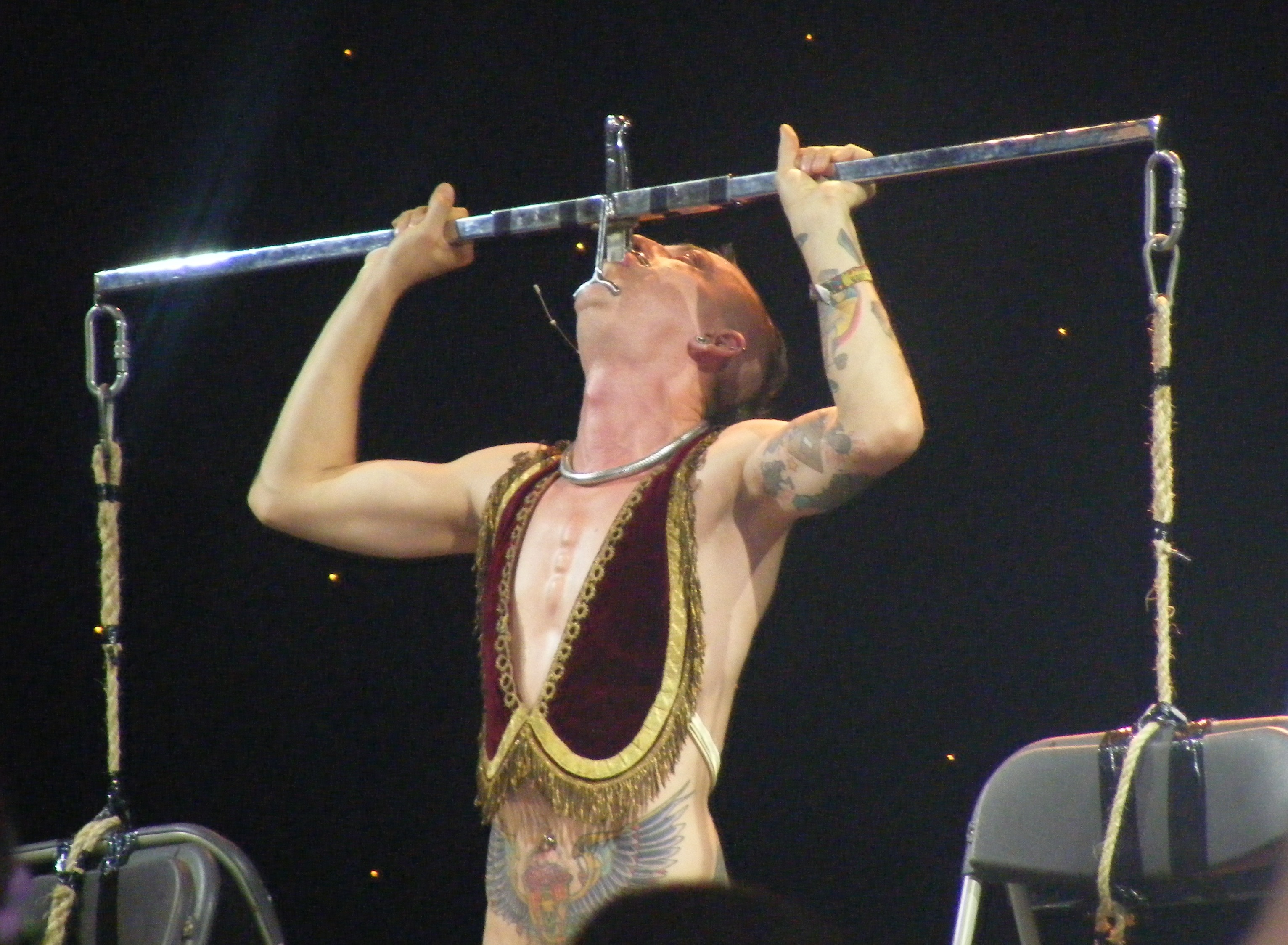
مُؤدٍّ (اسمه Space Cowboy) يبتلع سيفًا متصلًا بقضيب معدني معلق به أوزان.

- فرانز هوبر (The Bavarian Daredevil)
- جورج ماك آرثر - المعروف مهنيًا باسم "جورج العملاق (أطول مبتلع سيف في العالم)"، الذي لعب دور العملاق في فيلم بيج فيش
- غريغوري بول ماكلارين (لاكي دايموند ريتش)
- جوني سترينغ
- جوش روث
- مات ذا نايف
- ريان ستوك

## موسوعة غينيس للأرقام القياسية
في عام 2009، حققت ناتاشا فيروشكا (Natasha Veruschka) الرقم القياسي العالمي لأطول سيف تم ابتلاعه بسيف طوله 58 سم (22.83 بوصة).
الرقم القياسي العالمي لموسوعة غينيس لـ "أكبر عدد من السيوف التي تم ابتلاعها تحت الماء" هو 5 وتم تحقيقه في حوض سموكيز في 13 فبراير 2016 من قبل كريس ستيل (Chris Steele). وكان أيضًا أول شخص يبتلع سيفًا تحت الماء في 9 مايو 2006 في حوض أسماك مانلي أوشن وورلد (Manly Ocean World Aquarium) في سيدني أستراليا. وقد قام بهذا العمل تحت الماء في حوض مليء بأسماك القرش الحية.
تشاين هولتغرين (Chayne Hultgren) المعروف أيضًا باسم (Space Cowboy) يحمل أيضًا الرقم القياسي العالمي الرسمي في موسوعة غينيس لابتلاع السيوف بما في ذلك "ابتلاع أكبر عدد من السيوف في وقت واحد" (24 سيفًا)، و"ابتلاع أكبر عدد من السيوف أثناء التلاعب بالكرات" (18 سيفًا)، و"ابتلاع أكبر عدد من السيوف أثناء ركوب دراجة أحادية العجلة" (ابتلاع 3 سيوف على دراجة أحادية العجلة يبلغ ارتفاعها 3 أمتار)، و"أطول صاعقة تضرب سيفًا مبتلعًا". كانت المسافة المقاسة التي قطعها تيار التفريغ الكهربائي من ملف تسلا الأكبر في أستراليا، والذي يملكه ويديره بيتر تيرين (المعروف أيضًا باسم: دكتور إلكتريك)، إلى مقبض السيف الذي ابتلعه تشين، 3 أقدام و 10 بوصات. بلغ طول نصل السيف 62 سم وتم ابتلاعه حتى المقبض في 20 أبريل 2013، في بيرث، غرب أستراليا. اعتبارًا من يوليو 2016، يحمل المُؤدّي (Space Cowboy) حاليًا 44 رقمًا قياسيًا رسميًا في موسوعة غينيس.
في عام 2017، حقق فرانز هوبر (Franz Huber) الرقم القياسي العالمي لموسوعة غينيس لأكبر انحناء في سيف مبتلع بسيف منحني بزاوية 133 درجة.
يحمل براد بايرز (Brad Byers) الرقم القياسي العالمي لموسوعة غينيس لأكبر عدد من السيوف التي تم ابتلاعها ولفها في وقت واحد، وذلك من خلال ابتلاع عشرة سيوف يبلغ طول كل منها 27 بوصة واحدًا تلو الآخر ثم لف السيوف العشرة 180 درجة في حلقه.
قام توماس بلاكثورن (Thomas Blackthorne) بصنع سيف معروف باسم "سيف السيوف" (The Sword of Swords). يحمل هذا السيف الرقم القياسي العالمي في موسوعة غينيس للسيف الأكثر ابتلاعًا وقد ابتلعه 40 من أشهر بالعي السيوف في العالم.
يحمل وانغج لي (Wang Lei) من دتشو، الصين، الرقم القياسي العالمي في موسوعة غينيس لأكبر عدد من السيوف التي تم ابتلاعها في ثلاث دقائق (27).
في عام 2023، أصبحت هيذر هوليداي (Heather Holliday) أول شخص يحمل لقب مُبتلع أنبوب نيون.